# Alberto de Borbón
Alberto de Borbon y Castellví, duc de Santa Elena, né à Valence (Espagne) le 22 février 1854, mort à Madrid le 21 janvier 1939. Branche de Santa Elena. Fils de Henri de Bourbon et Elena de Castellví y Shelly.

## Union et postérité
Il épouse, le 27 novembre 1878 à Beaumont-de-Lomagne, Marguerite d'Ast de Novelé, puis, en secondes noces le 30 janvier 1918 à Madrid, Clotilde Gallo Ruiz y Díaz de Bustamente et, en troisième mariage, le 5 juin 1937 Isabel Rodríguez de Castro y Bueno.
De sa première épouse, il eut 3 enfants :
- Alberto Maria Francisco de Paula Enrique Vicente Ferrer Luís Isidro Benigno Oscar de Borbón y d'Ast de Novelé (es), duc de Santa Elena, marié en 1908 avec María Luisa Pinto y Lecanda
- Isabelle Maria Margarita Carlota de Borbón y d'Ast de Novelé
- Maria Immaculada Albertina Margarita Isabel de Borbón y d'Ast de Novelé